# فرودگاه ترهرن
فرودگاه ترهرن (به انگلیسی: Treherne Airport) یک فرودگاه همگانی است . این فرودگاه در کشور ایالات متحده آمریکا قرار دارد و در ارتفاع ۳۶۶ متری از سطح دریا واقع شده است.